# مايرا بوينو سيلفا
مايرا بوينو سيلفا (بالبرتغالية: Mayra Bueno Silva؛ مواليد 22 أغسطس 1991) هي مُقاتلة فنون قتالية مختلطة برازيلية.

## وصلات خارجية
- مايرا بوينو سيلفا على موقع يو إف سي (الإنجليزية)
- مايرا بوينو سيلفا على موقع شيردوغ (الإنجليزية)
- مايرا بوينو سيلفا على موقع Tapology.com (الإنجليزية)